# Podróż apostolska Jana Pawła II do Chorwacji (1998)
84. podróż apostolska Jana Pawła II – odbyła się 2–4 października 1998 roku. Papież odwiedził Chorwację. 
Głównym celem wizyty w Chorwacji była beatyfikacja Alojzijego Stepinaca, męczennika czasów komunistycznych, oraz udział w obchodach 1700-lecia miasta Split.
Pielgrzymka Jana Pawła II była pierwszą wizytą głowy państwa w Chorwacji w 1998 i przerwała międzynarodową izolację tego kraju. Hasłem pielgrzymki były słowa Jezus Chrystus po zmartwychwstaniu „Będziecie moimi świadkami”, gdyż zgodnie ze słowami Jana Pawła II, była to pielgrzymka świadectwa 2000 lat chrześcijaństwa. Podczas  pielgrzymki papież nawoływał postawy wierności prawdzie, a zarazem do wzajemnego przebaczenia i pojednania jako jedynej metody przerwania spirali przemocy na Bałkanach. 

## Program pielgrzymki
Przebieg pielgrzymki był następujący:

### 2 października 1998
- powitanie przez Konferencję Episkopatu Chorwacji, prezydenta Chorwacji Franjo Tuđmana oraz przedstawicieli władz państwowych na lotnisku w Zagrzebiu
- spotkanie z mieszkańcami na placu Katedralnym w Zagrzebiu
- modlitwa przy grobie kardynała Alojzija Stepinaca w katedrze Wniebowzięcia Najświętszej Maryi Panny w Zagrzebiu
- spotkanie z kardynałami i biskupami w pałacu arcybiskupim w Zagrzebiu

### 3 października 1998
- msza beatyfikacyjna Alojzija Stepinaca z udziałem 500.000 osób przy sanktuarium Matki Boskiej Śnieżnej w Marija Bistrica
- spotkanie z prezydentem Franjo Tuđmanem w rezydencji prezydenta Chorwacji w Zagrzebiu
- spotkanie z przedstawicielami władz Chorwacji oraz korpusy dyplomatycznego w rezydencji prezydenta Chorwacji w Zagrzebiu
- spotkanie z 20 przedstawicielami świata kultury i nauki w siedzibie nuncjatury apostolskiej w Zagrzebiu

### 4 października 1998
- przelot do pałacu Dioklecjana w Splicie
- msza z udziałem 500.000 osób oraz prawosławnego metroplitą zagrzebsko-lublańskim Janem i prefekta Kongregacji Spraw Kanonizacyjnych José Saraive Martinsa dla uczczenia 1700 rocznicy męczeńskiej śmierci św. Duje oraz założenia miasta na równinie Žnjan w Splicie
- wizyta w katedrze w Splicie
- modlitwa przy relikwiach św. Duje oraz św. Anastazego Folusznika w katedrze w Splicie
- spotkanie z członkami Konferencji Episkopatu Chorwacji w rezydencji arcybiskupa Splitu
- wizyta w sanktuarium Matki Bożej Patronki Wysp w Solinie
- spotkanie z katechetami i członkami ruchów kościelnych przed Sanktuarium Matki Bożej Patronki Wysp w Solinie
- pożegnanie z udziałem prezydenta Franjo Tuđmana na lotnisku w Splicie